# Clarias ebriensis
Clarias ebriensis es una especie de pez de la familia Clariidae en el orden de los Siluriformes.

## Morfología
Los machos pueden llegar alcanzar los 31,5 cm de  longitud total.

## Distribución geográfica
Se encuentran en África: desde Costa de Marfil hasta el sureste de Nigeria.